# Kot pri Rakitnici
Kot pri Rakitnici je naselje v Občini Ribnica.